# Hippon
Hippon din Samos a fost un filozof al Greciei antice.
1. ↑  I, 16, Refutation of all Heresies[*]